# Mathias Jørgensen (Fußballspieler, 2000)
Mathias Jørgensen (* 20. September 2000 in Hundested) ist ein dänischer Fußballspieler.

## Karriere

### Im Verein
Jørgensen wechselte im Februar 2017 von der Jugend des FC Nordsjaelland in die Jugend des Odense BK. In der A-Jugend (U19) erzielte der Stürmer in der Saison 2017/18 in 21 Spielen 21 Tore. Daneben kam er bereits in der Reservemannschaft zum Einsatz, für die er in 6 Einsätzen 9 Tore erzielte. Zudem kam er im März 2018 einmal in der Profimannschaft in der regulären Runde der Superliga zum Einsatz; in der Abstiegsrunde folgten 2 weitere Einsätze. Zur Saison 2018/19 rückte Jørgensen fest in den Profikader auf. Er erzielte bis Februar 2019 in 13 Einsätzen 2 Tore und kam daneben noch zu 3 Einsätzen in der Reserve sowie zu 4 Einsätzen (7 Tore) in der U19.
Im Januar 2019 reiste Jørgensen mit der Profimannschaft und der zweiten Mannschaft von Borussia Mönchengladbach in das Trainingslager nach Jerez de la Frontera. Zu einer Verpflichtung kam es allerdings nicht.
Im Februar 2019 wechselte Jørgensen zu den New York Red Bulls in die Major League Soccer. In der Saison 2019 kam er für das Franchise aus Harrison, New Jersey 5-mal (einmal von Beginn) in der MLS und einmal in der CONCACAF Champions League zum Einsatz. Daneben spielte Jørgensen 22-mal (davon einmal in den Play-offs) für das Farmteam, die New York Red Bulls II, aus der USL Championship, wobei er 11 Tore erzielte. In der Saison 2020 folgten 8 MLS-Einsätze (2-mal von Beginn) ohne eigenen Torerfolg.
Zum 1. Januar 2021 kehrte der 20-Jährige nach Dänemark zurück und schloss sich bis zum Ende der Saison 2020/21 auf Leihbasis dem Erstligisten Aarhus GF an. Der Stürmer kam bis zum Saisonende jedoch nur einmal als Einwechselspieler zum Einsatz. Zum 1. Juli 2021 kehrte Jørgensen zu den New York Red Bulls zurück, stand aber nur noch im Kader des Farmteams, für das er bis zum Ende der Saison 2021 16-mal in der USL Championship zum Einsatz kam, 6-mal in der Startelf stand und 2 Tore erzielte. Anschließend verließ er das Franchise.
Ende Januar 2022 kehrte Jørgensen wieder nach Dänemark zurück und schloss sich dem Zweitligisten Esbjerg fB an, bei dem er einen Vertrag bis zum 30. Juni 2024 unterschrieb. Bis zum Ende der Saison 2021/22 erzielte der Stürmer in 9 Spielen ein Tor, womit er den Abstieg in die Drittklassigkeit nicht verhindern konnte.
Nach eineinhalb Jahren und 40 Drittligaspielen mit 17 Toren wechselte Jørgensen Anfang Februar 2024 zum Zweitligisten Aalborg BK und unterschrieb einen Vertrag bis zum 30. Juni 2027. Bis zum Ende der Saison 2023/24 trug er in 14 Spielen 13 Tore zum Aufstieg in die Superliga bei.

### In der Nationalmannschaft
Jørgensen spielte zwischen November 2017 und März 2018 4-mal in der dänischen U18-Nationalmannschaft. Von April bis November 2018 folgten 6 Einsätze in der U19-Auswahl, in denen er ein Tor erzielte. Seit Januar 2020 ist Jørgensen in der U21-Auswahl aktiv.

## Erfolge
- Aufstieg in die Superliga: 2024 (Aalborg BK)